# Eragon (jeu vidéo)
 (juin 2018).
Si vous disposez d'ouvrages ou d'articles de référence ou si vous connaissez des sites web de qualité traitant du thème abordé ici, merci de compléter l'article en donnant les références utiles à sa vérifiabilité et en les liant à la section « Notes et références ».
Pour les articles homonymes, voir Eragon (homonymie).
Eragon est un jeu vidéo d'action-aventure sorti en 2006. Ce jeu est l'adaptation vidéoludique du film Eragon, lui-même repris du livre Eragon du cycle de L'Héritage écrit par Christopher Paolini.
Elle est composée de plusieurs jeux sortis sur un total de sept supports.

## Histoire
Eragon est un jeune paysan de 15 ans. Sa vie bascule lorsqu'il découvre une étrange pierre. Celle-ci s'avère être un œuf de dragon qui éclos, et ainsi naîtra sa dragonne Saphira. Pourchassé par le Roi Galbatorix, Eragon devra donc aller à Tronjheim (Farthen Dur), La ville des nains où se cache les Vardens, ils le mèneront donc Au Surda où il prépareront leurs armées pour vaincre le Roi en conquérant tout son Territoire.

## Personnages
- Eragon : jeune fermier de 15 ans. Il deviendra Dragonnier après avoir trouvé une étrange pierre bleue dans la crête lors d'une chasse matinale, un œuf de dragon. Il découvrira qu'il est le fils de Brom le conteur du village de Carvahall et le demi frère de Murtagh.
- Saphira : dragonne d'Eragon. Elle l'accompagnera tout au long de son aventure. Ils sont très proches.
- Murtagh : ami d'Eragon, celui-ci et le fils de Morzan, l'un des « Parjures », ennemis du peuple. Son passé est tragique, mutilé par son père Morzan quand il avait 3 ans, il voue au roi une haine sans pareille. Pourtant, il se liera à lui contre son gré, devenant ainsi Dragonnier après que Thorn eut éclos pour lui. Galbatorix l'oblige à prononcer des serments d'obéissance en ancien langage.
- Ra'zacs : ce sont des bêtes atroces, qui n'appartiennent à aucune race. Leur race est presque éteinte, il ne reste que 2 Ra'zacs et leurs 2 parents. Ils sont au service du Roi. Ensemble, ils tueront Brom d'un coup d'épée dans les côtes. Ils pourchasseront Roran et son village, afin de le livrer à Galbatorix et seront tués par Eragon, Roran et Saphira.
- Brom : conteur à Carvahall, et 1er professeur d'Eragon. Il est bien plus que ce qu'il semble être : il était Dragonnier, et il a lui-même fondé le peuple des Vardens, après avoir tué Morzan, son ancien ami. À la fin du tome 3, Eragon apprend que Brom est son père.
- Arya : dulcinée et Elfe royale, elle accompagnera elle aussi Eragon, après qu'il l'aura sauvée, celui ci tombera amoureux d'Arya cependant elle refusera cet amour, à cause de leurs responsabilités et de leur différence d'âge.
- Ajihad : roi tout puissant de Tronjheim (Farthen Dur), c'est le chef incontesté des Vardens, il sera tué lors d' une embuscade causée par des Urgals et son trône reviendra à sa fille Nasuada
- Roran : cousin d'Eragon, il ignore l'existence de Saphira et du statut de dragonnier d'Eragon ; il le découvrira en s'enfuyant avec le village vers le Surda pour échapper à l'Empire et aux Ra'zacs.

## Accueil
Le jeu reçoit des critiques généralement négatives, selon l'agrégateur de critiques metacritic.